# Roaring Rangers
Roaring Rangers è un film del 1946 diretto da Ray Nazarro.
È un western statunitense con Charles Starrett, Adele Roberts, Merle Travis' Bronco Busters e Smiley Burnette.
Fa parte della serie di film western della Columbia incentrati sul personaggio di Durango Kid.

## Produzione
Il film, diretto da Ray Nazarro su una sceneggiatura di Barry Shipman, fu prodotto da Colbert Clark per la Columbia Pictures e girato dal 17 al 26 maggio 1945. Il titolo di lavorazione fu Powder River.

## Distribuzione
Il film fu distribuito negli Stati Uniti dal 14 febbraio 1946 al cinema dalla Columbia Pictures.
Altre distribuzioni:
- in Danimarca l'11 marzo 1953 (Hvor seksløberne synger)
- in Brasile (Valentia Rural)

## Promozione
Le tagline sono:
- DOUBLED-BARRELED WILD WEST THRILLS!
- The Durango Kid and Smiley bring you double-barreled wild west thrill-fun!